# Brunópolis
Brunópolis é um município brasileiro do estado de Santa Catarina. Localiza-se a uma latitude 27º18'21" sul e a uma longitude 50º52'06" oeste, estando a uma altitude de 843 metros. Sua população estimada em 2004 era de 3 281 habitantes. Possui uma área de 336,66 km².

## Demografia
- População Urbana = 707
- População Rural = 2.145
- Homens = 2.009
- Mulheres = 1.999